# Спајсланд (Индијана)
Спајсланд (енгл. Spiceland) град је у америчкој савезној држави Индијана.

## Демографија
По попису из 2010. године број становника је 890, што је 83 (10,3%) становника више него 2000. године.
| Група             | 2000.       | 2010.       |
| Белци             | 788 (97,6%) | 877 (98,5%) |
| Афроамериканци    | 1 (0,1%)    | 1 (0,1%)    |
| Азијати           | 0 (0,0%)    | 2 (0,2%)    |
| Хиспаноамериканци | 13 (1,6%)   | 6 (0,7%)    |
| Укупно            | 807         | 890         |